# Droit de la concurrence en France
Le droit français de la concurrence prévoit, comme la plupart des droits nationaux de la concurrence, des interdictions portant sur les pratiques d'ententes (art. L. 420-1 du code de commerce) et d'abus de position dominante (article L. 420-2 du code de commerce). Il comporte des spécificités en prévoyant les pratiques anticoncurrentielles d'abus de dépendance économique (article L. 420-2, alinéa 2 du code de commerce) et de prix abusivement bas (article L. 420-5 du code de commerce). Il comprend également un système de contrôle des concentrations. Les autorités françaises chargées de faire respecter le droit français de la concurrence sont la DGCCRF, qui dépend du Ministère de l'Économie, des Finances et de l'Emploi, et l'Autorité de la concurrence, une autorité indépendante.

## Champ d'application
Le droit français de la concurrence s’applique « à toutes les activités de production, de distribution et de service, y compris celles qui sont le fait de personnes publiques, notamment dans le cadre de conventions de délégation de service public » (article L.410-1 c.com.).
Les articles L.420-1 et L.420-2 du code de commerce, qui interdisent respectivement les ententes anti-concurrentielles et les abus de position dominante ou de dépendance économique, sont applicables aux pratiques susceptibles d’avoir des effets sur un ou plusieurs marchés situés sur le territoire national.

## Ententes
L’article L. 420-1 du code de commerce dispose : « sont prohibées même par l'intermédiaire direct ou indirect d'une société du groupe implantée hors de France, lorsqu'elles ont pour objet ou peuvent avoir pour effet d'empêcher, de restreindre ou de fausser le jeu de la concurrence sur un marché, les actions concertées, conventions, ententes expresses ou tacites ou coalitions, notamment lorsqu'elles tendent à : 1º Limiter l'accès au marché ou le libre exercice de la concurrence par d'autres entreprises ; 2º Faire obstacle à la fixation des prix par le libre jeu du marché en favorisant artificiellement leur hausse ou leur baisse ; 3º Limiter ou contrôler la production, les débouchés, les investissements ou le progrès technique ; 4º Répartir les marchés ou les sources d'approvisionnement ».

## Abus de position dominante
L’article L.420-2 du code de commerce dispose : « est prohibée, dans les conditions prévues à l'article L.420-1, l'exploitation abusive par une entreprise ou un groupe d'entreprises d'une position dominante sur le marché intérieur ou une partie substantielle de celui-ci. Ces abus peuvent notamment consister en refus de vente, en ventes liées ou en conditions de vente discriminatoires ainsi que dans la rupture de relations commerciales établies, au seul motif que le partenaire refuse de se soumettre à des conditions commerciales injustifiées ». Sur le plan de la méthodologie, l'analyse d'une infraction potentielle suppose d'abord la définition du ou des marchés pertinents, la caractérisation d'une position dominante et enfin l'appréciation de l'existence d'un abus.

## Contrôle des concentrations
En droit français, une opération de concentration est réalisée dans les trois situations suivantes (article L. 430-1 c.com) :
1. la fusion de deux entreprises auparavant indépendantes ;
2. l’acquisition par une ou plusieurs entreprises du contrôle de l’ensemble ou de parties d’une ou plusieurs autres entreprises ;
3. la création d’une entreprise commune accomplissant de manière durable les fonctions d’une entité économique autonome (entreprise commune dite « de plein exercice »).

Les concentrations soumises a l’obligation de notification sont celles qui atteignent les seuils de compétence suivants (article L.430-2 c.com) :
1. le chiffre d’affaires total mondial hors taxes de l’ensemble des entreprises ou groupes des personnes physiques ou morales parties à la concentration est supérieur à 150 millions d’euros ; et
2. le chiffre d’affaires total hors taxes réalisé en France par deux au moins des entreprises ou groupes des personnes physiques ou morales concernés est supérieur à 50 millions d’euros (malgré l’ambiguïté du texte, il faut prendre en compte le chiffre d’affaires réalisé individuellement par chacune des parties); et
3. l’opération n’entre pas dans le champ d’application du contrôle communautaire des concentrations relevant de la Commission européenne (sauf dans certaines situations exceptionnelles ou le gouvernement français demande un renvoi du dossier par la Commission européenne).

La procédure de contrôle des concentrations présente des conditions strictes. En premier lieu, les conditions de forme. Celles-ci présentent une phase facultative ainsi qu'une autre qualifiée de préalable à l'examen de la concentration en l'espèce. Ensuite, viennent s'ajouter des conditions de fond. Il s'agit alors d'analyser tant le pouvoir de marché de la concentration que son efficacité (entente tacite des actionnaires des différentes sociétés formant ladite concentration).